# Markus Vikingstad
Markus Vikingstad (* 27. Oktober 1999 in Karlstad, Schweden) ist ein deutsch-norwegischer Eishockeyspieler, der seit Juli 2025 bei den Eisbären Berlin aus der Deutschen Eishockey Liga (DEL) unter Vertrag steht und dort auf der Position des Stürmers spielt. Zuvor war Vikingstad bereits für die Fischtown Pinguins Bremerhaven in der DEL aktiv. Sein Vater Tore Vikingstad war ebenfalls professioneller Eishockeyspieler.

## Karriere
Vikingstad, der im schwedischen Karlstad geboren wurde, begann seine Karriere in der Jugendabteilung der ESC Wedemark Scorpions, als sein Vater Tore als Profi bei den Hannover Scorpions in der Deutschen Eishockey Liga (DEL) spielte. Ab etwa 2014 war der Stürmer bei den Stavanger Oilers aktiv und durchlief dort alle Nachwuchsmannschaften, ehe er 2016 sein Debüt für die erste Mannschaft der Oilers in der ersten norwegischen Eishockeyliga gab. In derselben Saison wurde er für die U18-Weltmeisterschaft 2017 der Division I nominiert und überzeugte dort mit vier Scorerpunkten, davon ein Tor und drei Vorlagen. In der folgenden Spielzeit nahm der groß gewachsene Stürmer mit den Stavanger Oilers an der Champions Hockey League teil und absolvierte zwei Spiele. Zudem lief er weiter für die Oilers in der ersten norwegischen Eishockeyliga auf und blieb auch dort ohne Scorerpunkt.
In der Saison 2018/19 erzielte Vikingstad sein erstes Tor in der Profiliga und erzielte in 40 Spielen für die erste Mannschaft insgesamt fünf Tore und acht Vorlagen. In der Saison 2020/21 spielte Vikingstad erstmals ausschließlich für die Herrenmannschaft der Oilers und erreichte in 24 Spielen acht Tore und drei Vorlagen. Zur Saison 2021/22 gaben die Fischtown Pinguins Bremerhaven aus der DEL bekannt, dass der Norweger nach Bremerhaven wechseln wird. Am Ende der Saison 2023/24 feierte er mit dem Team mit dem Gewinn der Vizemeisterschaft den bis dato größten Erfolg der Bremerhavener Vereinsgeschichte. Zur Spielzeit 2025/26 wechselte Vikingstad zu den Eisbären Berlin.

### International
Im Jahr 2018 wurde Vikingstad erstmals für die norwegische U20-Nationalmannschaft nominiert und nahm mit dieser an der U20-Weltmeisterschaft der Division IB teil. Beim Turnier im slowenischen Bled erzielte Vikingstad ein Tor und stieg am Ende des Turniers mit der U20-Auswahl in die Gruppe A der Division I auf. Die darauf folgende U20-Weltmeisterschaft 2019 der Division IA schloss Vikingstad mit einem Tor und einem Assist in fünf Spielen ab. Zudem spielte er bereits bei den U18-Junioren bei der U18-Weltmeisterschaft 2017 der Division IA.
In der norwegischen A-Nationalmannschaft debütierte Vikingstad im Verlauf der Saison 2021/22 und bestritt mit der Weltmeisterschaft 2023 sein erstes großes, internationales Turnier. Im Anschluss spielte der Stürmer auch bei den Weltmeisterschaften der Jahre 2024 sowie 2025. Dazwischen gehörte er zum Kader bei der erfolglosen Qualifikation für die Olympischen Winterspiele 2026, in deren Rahmen er aber nicht eingesetzt wurde.

## Erfolge und Auszeichnungen
- 2018 Aufstieg in die Division IA bei der U20-Junioren-Weltmeisterschaft der Division IB
- 2019 Norwegischer U21-Vizemeister mit den Stavanger Oilers
- 2024 Deutscher Vizemeister mit den Fischtown Pinguins Bremerhaven

## Karrierestatistik
Stand: Ende der Saison 2024/25

### International
Vertrat Norwegen bei:
| - U18-Junioren-Weltmeisterschaft der Division IA 2017 - U20-Junioren-Weltmeisterschaft der Division IB 2018 - U20-Junioren-Weltmeisterschaft der Division IA 2019 - Weltmeisterschaft 2023 | - Weltmeisterschaft 2024 - Qualifikationsturnier für die Olympischen Winterspiele 2026 - Weltmeisterschaft 2025 |

(Legende zur Spielerstatistik: Sp oder GP = absolvierte Spiele; T oder G = erzielte Tore; V oder A = erzielte Assists; Pkt oder Pts = erzielte Scorerpunkte; SM oder PIM = erhaltene Strafminuten; +/− = Plus/Minus-Bilanz; PP = erzielte Überzahltore; SH = erzielte Unterzahltore; GW = erzielte Siegtore; 1 Play-downs/Relegation; Kursiv: Statistik nicht vollständig)